# Glaube Liebe Hoffnung
Glaube Liebe Hoffnung ist das neunte Drama des österreichisch-ungarischen Schriftstellers Ödön von Horváth, das er unter Mitarbeit des Gerichtsreporters Lukas Kristl geschrieben hat. Es wurde 1933 durch den Berliner Arcadia Verlag den Bühnen als Manuskript angeboten und trägt den Untertitel „Ein kleiner Totentanz in 5 Bildern“.
Noch im selben Jahr 1933 wurde Heinz Hilpert im Rahmen der nationalsozialistischen Kulturpolitik gezwungen, die angekündigte Inszenierung von „Glaube Liebe Hoffnung“ abzusagen. Am 13. November 1936 fand die Uraufführung des Stücks „Liebe, Pflicht und Hoffnung“, einer Fassung von „Glaube Liebe Hoffnung“ statt. Der Titel des Stücks variiert den bekannten Bibeltext eines Paulusbriefes: „Nun aber bleiben Glaube, Hoffnung, Liebe, diese drei; aber die Liebe ist die Größte unter ihnen.“ (1 Kor 13,13 ; siehe auch Theologische Tugenden)
Das Manuskript des Dramas befindet sich heute im Literaturarchiv der Österreichischen Nationalbibliothek und kann dort eingesehen werden.

## Das Buch

### Inhalt
Es herrschen Rezession und Arbeitslosigkeit. Elisabeth, jung, hoffnungsfroh und wild entschlossen, ihr Glück zu machen, kämpft mit allen Mitteln um ihre Existenz. Wegen alter Schulden und eines neuen Vertreterjobs, für den sie einen kostenpflichtigen Wandergewerbeschein benötigt, versucht sie sich Geld zu leihen. Sie braucht Geld, um arbeiten zu können. Und sie braucht Arbeit, um Geld verdienen zu können. So meldet sich Elisabeth beim Anatomischen Institut, um dort ihren Leichnam schon zu Lebzeiten zu verkaufen. Als das nicht funktioniert, zeigt sich der Präparator des Instituts gerührt und leiht ihr das notwendige Geld. Kurz darauf erfährt er, dass Elisabeth das Geld zur Bezahlung ihrer Vorstrafe verwendet, die sie wegen Handelns ohne Wandergewerbeschein erhalten hat. Er zeigt sie wegen Betruges an und sie wird zu 14 Tagen Haft verurteilt. Als sich später ein junger Polizist in Elisabeth verliebt, verschweigt sie ihm den Gefängnisaufenthalt. Sie soll seine Braut werden. Doch eines Tages kommt ihre Vergangenheit ans Licht und der Polizist muss sich zwischen ihr und seiner Karriere entscheiden. Er verlässt sie. Wieder allein, ohne Arbeit, ohne Geld, ohne einen Menschen, findet Elisabeth keinen Sinn mehr in ihrem Leben. Sie versucht sich in einem Kanal das Leben zu nehmen, wird zwar gerettet, aber die Wiederbelebungsversuche haben nur kurzen Erfolg. Von ihrem Glauben, von ihrer Liebe und ihrer Hoffnung verlassen, stirbt sie.

### Zitate
„Das seh ich schon ein, dass es ungerecht zugehen muss,

weil halt die Menschen keine Menschen sind – 

aber es könnt doch auch ein bisschen weniger ungerecht zugehen.“

(Elisabeth in Glaube Liebe Hoffnung)
„Es soll gezeigt werden, wie tragische Ereignisse sich im

Alltagsleben oft in eine komische Form kleiden ... Alle

meine Stücke sind Tragödien ... sie werden nur komisch,

weil sie unheimlich sind.“ (Ödön von Horváth)
Ich lebe, ich weiss nicht wie lang,

Ich sterbe, ich weiss nicht wann,

Ich fahre, ich weiss nicht wohin,

Mich wundert, dass ich so fröhlich bin.

(Buchhalter, letzte Seite – Original von Martinus von Biberach)

## Buchausgaben
- Ödön von Horváth: Glaube Liebe Hoffnung. Suhrkamp, Frankfurt am Main (= suhrkamp taschenbücher. Band 3338).

## Hörbuch
- Ödön von Horváth: Glaube Liebe Hoffnung. Christoph Merian Verlag, Basel 2011, ISBN 978-3-85616-552-9

## Verfilmungen
- 1958: Glaube, Liebe, Hoffnung, produziert vom Süddeutschen Rundfunk, Regie: Franz Peter Wirth
- 1969: Glaube, Liebe, Hoffnung, produziert vom ORF, Regie: Herbert Fuchs
- 1980: Glaube Liebe Hoffnung, produziert vom Bayerischen Rundfunk, Regie: Michael Kehlmann